# Tyrrhena Fossae
Tyrrhena Fossae és una estructura geològica del tipus fossa a la superfície de Mart, situada amb el sistema de coordenades planetocèntriques a -20.04 ° de latitud N i 107.39 ° de longitud E. Fa 305.55 km de diàmetre. El nom va ser fet oficial per la UAI l'any 1991 i pren el nom d'una característica d'albedo.